# 1932年のサッカー
1932年のサッカー（1932ねんのサッカー）では、1932年（昭和7年）における、日本および世界のサッカー界の動向をまとめる。

## できごと
- 現在の横浜サッカー協会が横浜ア式蹴球協会として結成される。
- 満州国において満州国蹴球協会が設立される。
- フランスのプロサッカーリーグ（リーグ・アン）が創設される。
- FIFAの本部がスイスのチューリッヒに移転する。
- レソトサッカー協会が創立する。
- ロサンゼルス・オリンピックでサッカー競技は実施されなかった。

## 国内リーグ・カップ戦優勝クラブ
- オランダ : アヤックス・アムステルダム
- スコットランド : マザーウェルFC
- ドイツ : バイエルン・ミュンヘン
- イングランド : エヴァートンFC
- スペイン : レアル・マドリード
- アルゼンチン : CAリーベル・プレート
- ポーランド : クラコヴィア
- ベルギー : リールセSK
- アイスランド : KR

## ナショナルチームによる国際大会
- ブリティッシュ・ホーム・チャンピオンシップ

優勝 :  イングランド
- バルティックカップ

優勝 : ラトビア
- バルカン・カップ

優勝 :  ブルガリア
- ノルディック・フットボール・チャンピオンシップ

優勝 :  ノルウェー

## 日本

### 学生による国内大会
- ア式蹴球東京カレッジリーグ

優勝 : 慶應義塾大学
- 全国中等学校蹴球選手権大会

優勝 : 神戸一中

## 誕生
- 1月29日 -  トミー・テイラー
- 2月5日 -  佐藤弘明
- 2月5日 -  チェーザレ・マルディーニ
- 6月19日 -  ゾジモ
- 8月18日 -  ジト
- 11月3日 -  エルンスト・ポール